# Piraci z Karaibów: Skrzynia umarlaka (ścieżka dźwiękowa)
Pirates of the Caribbean: Dead Man's Chest – płyta zawierająca ścieżkę dźwiękową do filmu Piraci z Karaibów: Skrzynia umarlaka. Muzykę skomponował Hans Zimmer. Album został wydany 4 lipca 2006 roku.

## Lista utworów
| #  | Tytuł                        | Czas  |
| -- | ---------------------------- | ----- |
| 1  | Jack Sparrow                 | 6:06  |
| 2  | The Kraken                   | 6:55  |
| 3  | Davy Jones                   | 3:15  |
| 4  | I've Got My Eye On You       | 2:25  |
| 5  | Dinner Is Served             | 1:30  |
| 6  | Tia Dalma                    | 3:57  |
| 7  | Two Hornpipes (Tortuga)      | 1:14  |
| 8  | A Family Affair              | 3:34  |
| 9  | Wheel of Fortune             | 6:45  |
| 10 | You Look Good Jack           | 5:34  |
| 11 | Hello Beastie                | 10:15 |
| 12 | He's a Pirate (Tiësto Remix) | 7:02  |